# 2519 Annagerman
2519 Annagerman este un asteroid din centura principală, descoperit pe 2 noiembrie 1975, de Tamara Smirnova.